# Majkop (městský okruh)
Majkop – městský okruh (adygejsky: Мыекъуапэ къалэ округ) je městský okruh v rámci Adygejské republiky Ruské federace.
Administrativním centrem je město Majkop.

## Geografie
Nachází se v centrální části Adygejska.
Rozloha okruhu je 283,58 km², z toho 109,62 km² (38,7%) zabírají sídla.
Na severu hraničí s Giaginským rajónem, na východě a jihu s Majkopským rajónem a na západě s Belorečenským rajónem Krasnodarského kraje.

## Historie
Městský okruh byl zřízen 24. května 2004.

## Administrativní dělení
Městský okruh zahrnuje 9 sídel, včetně města republikového významu a jemu podřízených 8 vesnických sídel.
- město Majkop
- osada Vesjolyj
- osada Gaverdovskij
- sídlo Zapadnyj
- osada Kosinov
- sídlo Podgornyj
- sídlo Rodnikovyj
- sídlo Severnyj
- stanice Chanskaja